# 파주 읍내리 석조여래입상
파주 읍내리 석조여래입상은 대한민국 경기도 파주시에 있는 석불이다. 2006년 7월 3일 경기도의 문화재자료 제139호로 지정되었다.
불상은 무릎 부근에서 나뉘는 두 매의 돌로 이루어졌으며, 발목 이하는 매몰되어 있다. 기다란 돌기둥 같은 불상의 신체는 충청도와 경기도를 중심으로 유행한 커다란 석불상의 유형에 속한다. 긴 계란형의 얼굴에 여러 줄의 직선으로 패턴화한 옷 주름이 도식적으로 표현된 점 등에서 이 지역에서 지방화된 양식으로 볼 수 있다. 민머리 상부에는 비교적 굵고 높은 육계(肉髻; 상투 모양의 머리묶음)가 표현되었다. 좁고 긴 계란형의 얼굴은 양감이 풍부하지 않다. 활처럼 둥근 눈썹아래 가늘게 뜬 눈을 길게 수평으로 표현하였고, 콧등이 떨어져 나간 코는 크고 길지만 입은 극히 작게 표현되어 어색하다. 길게 늘어진 두 귀는 얼굴 양쪽에 바짝 붙어 있다. 굵고 긴 목에는 삼도(三道; 붓다의 지혜를 상징하는 세 줄의 주름)가 뚜렷하게 표현되었다. 양감이 없이 밋밋한 신체에는 기하학적인 패턴의 옷 주름만 두드러져 보인다. 옷 속에 감추어진 두 손은 가슴에서 맞잡은 모습으로 보인다. 돌기둥처럼 기다란 신체에 상하가 대칭되는 방사상의 옷주름 표현이 패턴화되어 있고, 손모습이 무엇을 표현한 것인지 알 수 없는 점과 도식화된 옷주름 표현 등에서 고려 시대의 지방화된 불상 양식을 엿볼 수 있다.

## 참고 문헌
- 파주읍내리석조여래입상 - 국가유산청 국가유산포털

1. ↑  “국가유산청 국가유산포털”.